# Joachim Rønning
Joachim Rønning est un réalisateur norvégien né le 30 mai 1972 en Norvège. Il forme un duo avec Espen Sandberg appelé les « Roenberg ».

## Biographie
Il rencontre Espen Sandberg durant son enfance à Sandefjord en Norvège. Ensemble ils étudient le cinéma à la Stockholm Film School et en sortent diplômés en 1994.
Ils réalisent ensemble quelques films pour promouvoir l'Armée norvégienne. En 1995, ils créent leur société de production audiovisuelle Roenberg, association de leurs noms de famille et qui deviendra leur surnom. Ils réaliseront ainsi plusieurs spots publicitaires (Airbus, Nintendo, Coca-Cola, Nokia…) et clips musicaux.
En 1997, il réalise, toujours avec Espen Sandberg, le court métrage Dag 1. En 2001, ils réalisent le spot Rex pour Budweiser, diffusé durant le Super Bowl XXXV. En 2008, Joachim et Espen réalisent la publicité Train Loop pour Norsk Hydro, qui obtient notamment un prix au Festival international de la publicité de Cannes,. Ils passent au long métrage en 2006 avec le western Bandidas, coécrit et produit par Luc Besson. En 2007, il réalise en solo le court métrage Kubisten. En 2008, il retrouve Espen Sandberg pour Max Manus, opération sabotage, un film de guerre biographique sur Max Manus, un résistant norvégien durant la Seconde Guerre mondiale. Le film sortira directement en vidéo en France.
En 2012, il reste dans le film historique avec Kon-Tiki, qui retrace la traversée de Thor Heyerdahl à bord du Kon-Tiki. Le film est notamment nommé aux Oscars 2013 et Golden Globes 2013 dans la catégorie du meilleur film étranger.
En mai 2013, il est révélé qu'il mettra en scène, avec Espen Sandberg, le 5e volet de la saga Pirates des Caraïbes, Pirates des Caraïbes : La Vengeance de Salazar, tourné en 2015. le film sort en 2017.
Il réalise ensuite en solo un autre film pour Disney, Maléfique : Le Pouvoir du Mal, la suite de Maléfique sorti en 2014.
En 2023, il est révélé qu'il réalisera Tron: Ares pour Walt Disney.

## Filmographie

### Cinéma
- 1997 : Dag 1 (court-métrage) (coréalisé avec Espen Sandberg)
- 2006 : Bandidas (coréalisé avec Espen Sandberg)
- 2007 : Kubisten (court-métrage) (également scénariste)
- 2008 : Max Manus, opération sabotage (Max Manus) (coréalisé avec Espen Sandberg)
- 2012 : Kon-Tiki (coréalisé avec Espen Sandberg)
- 2017 : Pirates des Caraïbes : La Vengeance de Salazar (Pirates of the Caribbean: Dead Men Tell No Tales) (coréalisé avec Espen Sandberg)
- 2019 : Maléfique : Le Pouvoir du Mal (Maleficent: Mistress of Evil)
- 2024 : Face à la mer : L'Histoire de Trudy Ederle (Young Woman and the Sea)
- 2025 : Tron: Ares

### Télévision
- 2014 : Marco Polo (série TV) - 2 épisodes (également producteur délégué)
- 2017 : Doomsday (téléfilm)